# Hendricus Petrus van der Heijden
Hendricus Petrus van der Heijden (Eindhoven, 6 december 1760 - Eindhoven, 5 augustus 1831) is een voormalig burgemeester van de Nederlandse stad Eindhoven. Van der Heijden werd geboren als zoon van Eymert van der Heyden en Johanna van Boeckel.
Hij was in 1786 lid van het Eindhovens Patriotistisch Genootschap 'de Vaderlandsche Sociëteit Concordia’, burgemeester van Eindhoven in 1798 en 1799, gecommitteerde in de raad van 1802 tot 1805, conseil municipal van 1810 tot 1814 en raadslid vanaf 1815 tot aan zijn dood in 1831. In 1814 was hij lid van de Vergadering van Notabelen. Van beroep was hij koopman.
Hij stierf ongehuwd.